# Wierszyna Tutury
Wierszyna Tutury (ros. Вершина Тутуры) – wieś (sieło) w Rosji, w obwodzie irkuckim, w rejonie kaczuskim. W 2010 liczyła 183 mieszkańców.